# Mananers
Mananers és un indret del terme municipal de Talarn, al Pallars Jussà.
És el territori situat al sud de l'Acadèmia General Bàsica de Suboficials, a ponent de la vila de Talarn. També és al costat de ponent del Serrat de Sant Sebastià i al sud-est de la partida d'Irlassos.